# Mesostenus punctatus
Mesostenus punctatus är en stekelart som först beskrevs av Gyöö Viktor Szépligeti 1908.  Mesostenus punctatus ingår i släktet Mesostenus och familjen brokparasitsteklar. Inga underarter finns listade i Catalogue of Life.